# NGC 3729
NGC 3729 (również PGC 35711 lub UGC 6547) – galaktyka spiralna z poprzeczką (SBa/P), znajdująca się w gwiazdozbiorze Wielkiej Niedźwiedzicy. Została odkryta 12 kwietnia 1789 roku przez Williama Herschela.